# Brigate Autonome Livornesi

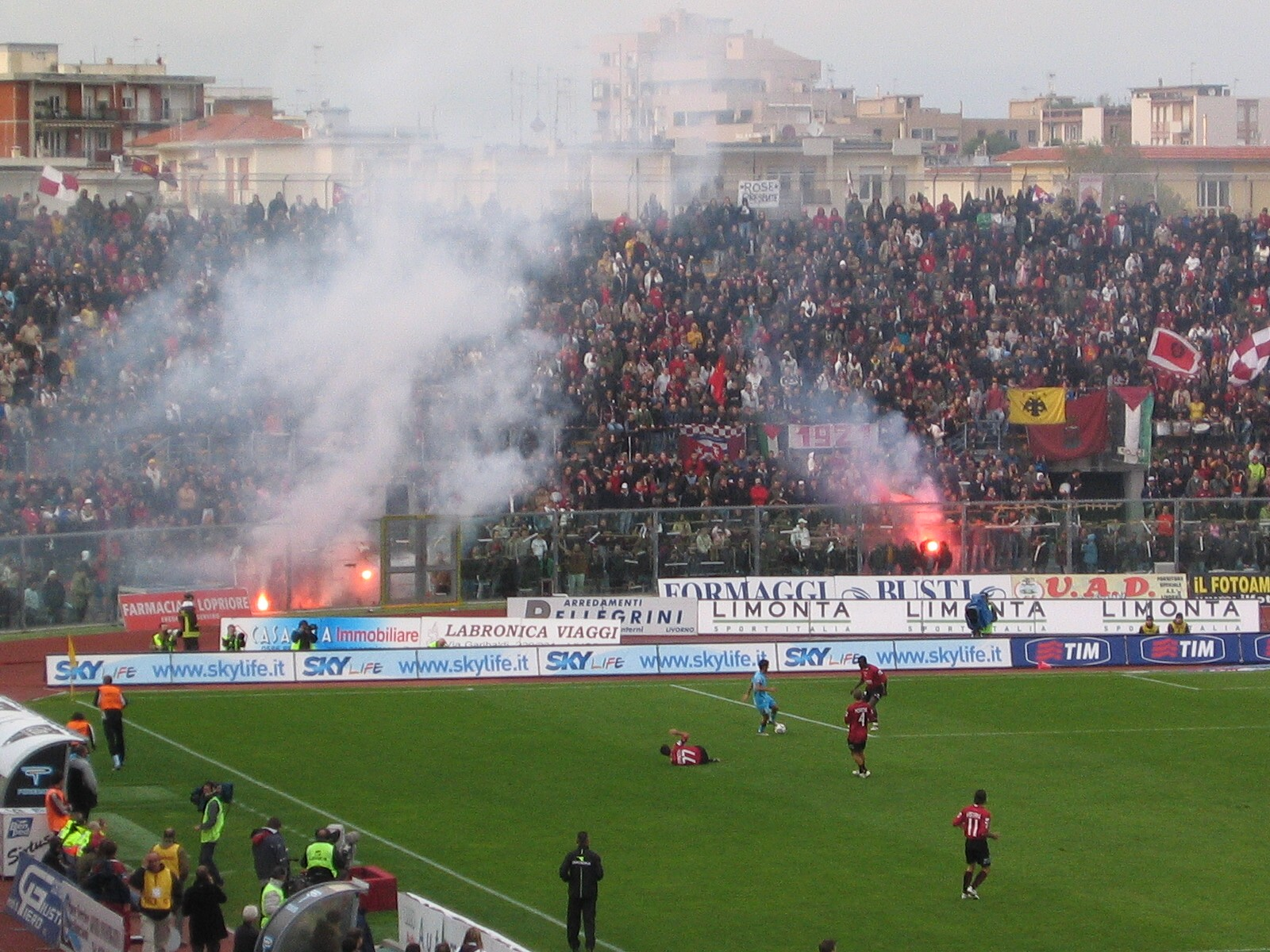
Fanblock in der Nordkurve des Stadio Armando Picchi

Die Brigate Autonome Livornesi (Autonome Brigaden Livornos) sind die größte Ultrà-Gruppierung des AS Livorno. Einige Zeit waren sie aufgrund vieler Stadionverbote als Gruppe inaktiv, die Mitglieder, die kein Stadionverbot hatten, waren jedoch nach wie vor hinter der Fahne "Fino all'ultimo bandito" (Bis zum letzten Banditen) präsent. Seit 2007 wird auch diese Fahne nicht mehr aufgehängt und es sind einige neue Gruppen entstanden (Vecchie Origini Livornesi 1915, Visitors, 1312 u. a.). Die BAL werden mittlerweile von den meisten als aufgelöst angesehen, auch wenn es keine offizielle Auflösung gab.
Sie sind als solche europaweit für ihre linksorientierte ("kommunistische") Einstellung bekannt. Zurückzuführen ist das wohl auf die Hafenarbeitertradition der italienischen Küstenstadt Livorno, wo 1921 auch die Kommunistische Partei Italiens gegründet wurde.
Diese Gruppierung ging 1999 unter anderem aus der damals verbotenen Armata Stalinista und anderen Ultrà-Gruppen Livornos hervor, um die Kräfte zu bündeln. Sie wurde von der Mitte-rechts-Regierung Italiens unter Silvio Berlusconi unter Druck gesetzt.
Die BAL pflegen freundschaftliche Kontakte nach Marseille zum Commando Ultra 84, nach Athen zu Original 21 (AEK Athen) sowie zu diversen linken Ultrà-Gruppierungen in Italien (Freak Brothers Ternana, Fedayn Bronx Caserta, Allentati Fasano …), mit denen sie sich zur Resistenza Ultras zusammengeschlossen haben. Diese hat das Ziel, die zahlreichen faschistischen Ultras in Italien zu bekämpfen.